# 탈마르크스주의
탈마르크스주의(영어: Post-Marxism) 또는 포스트마르크스주의, 후기 마르크스주의는 비판이론에서 마르크스주의를 급진적으로 재해석하여 사회주의를 고수하면서도 그 경제적 유물사관, 반인본주의, 계급 환원주의 등을 비판하는 관점이다. 본질주의에 반대한 탈마르크스주의자들은 계급투쟁의 우선성을 거부하고 급진민주주의를 건설할 것을 주장하였다. 탈구조주의의 뼈대와 신마르크스주의의 분석을 결합한 사상으로 신좌파에 뿌리를 두고 있으나, 68혁명이 지나고 신좌파가 신자유주의의 헤게모니에 밀려 쇠퇴하자 이에 대한 반응으로서 1970년대 후반부터 제기되었다.
포스트마르크스주의라는 용어는 에르네스토 라클라우와 샹탈 무프의 헤게모니와 사회주의 전략(Hegemony and Socialist Strategy)에서 처음 사용되었다. 명확한 정의가 있는 말은 아니며 다만 라클라우와 무프 본인들의 저작을 포함하여 일부 자율주의, 포스트구조주의, 문화 이론, 전(前) 마르크스주의자, 들뢰즈의 영향을 받은 "차이의 정치" 등을 넓게 포함한다.
관련 이론가로 알랭 바디우, 에티엔 발리바르, 질 들뢰즈, 펠릭스 가타리 등이 있다.

## 같이 보기
- 비판이론
- 신마르크스주의
- 탈구조주의
- 유럽공산주의